# Ceinture van Bordeaux
De Ceinture van Bordeaux is een Franse spoorlijn van Talence naar Bruges in Bordeaux Métropole. De lijn is 10,8 km lang en heeft als lijnnummer 586 000.

## Geschiedenis
De lijn werd geopend door de Compagnie des chemins de fer du Midi et du Canal latéral à la Garonne op 10 november 1917. In 2010 werd de volledige lijn gerenoveerd. In 2012 werd het gedeelte tussen de aansluitingen Bonnaous en La Vache gesloten na het sluiten van station Ravezies.

## Treindiensten
De SNCF verzorgt het personenvervoer op dit traject met TER treinen.
| Serie | Treinsoort | Route                                                  | Bijzonderheden |
| ----- | ---------- | ------------------------------------------------------ | -------------- |
| L 42  | TER (SNCF) | Pointe-de-Grave – [ Bordeaux-Saint-Jean ] / [ Pessac ] |                |
| F 42  | TER (SNCF) | Macau – [ Bordeaux-Saint-Jean ] / [ Pessac ]           |                |

## Aansluitingen
In de volgende plaatsen is of was er een aansluiting op de volgende spoorlijnen:
aansluiting Médoquine
RFN 655 000, spoorlijn tussen Bordeaux-Saint-Jean en Irun
aansluiting Échoppes
RFN 586 306, raccordement van Échoppes-Pessac
aansluiting Bonnaous
RFN 587 300, raccordement tussen Bonnaous en Beyreman
aansluiting La Vache
RFN 584 000, spoorlijn tussen Ravezies en Pointe-de-Grave

## Elektrische tractie
De lijn werd in 1934 geëlektrificeerd met een gelijkspanning van 1500 volt.

## Galerij

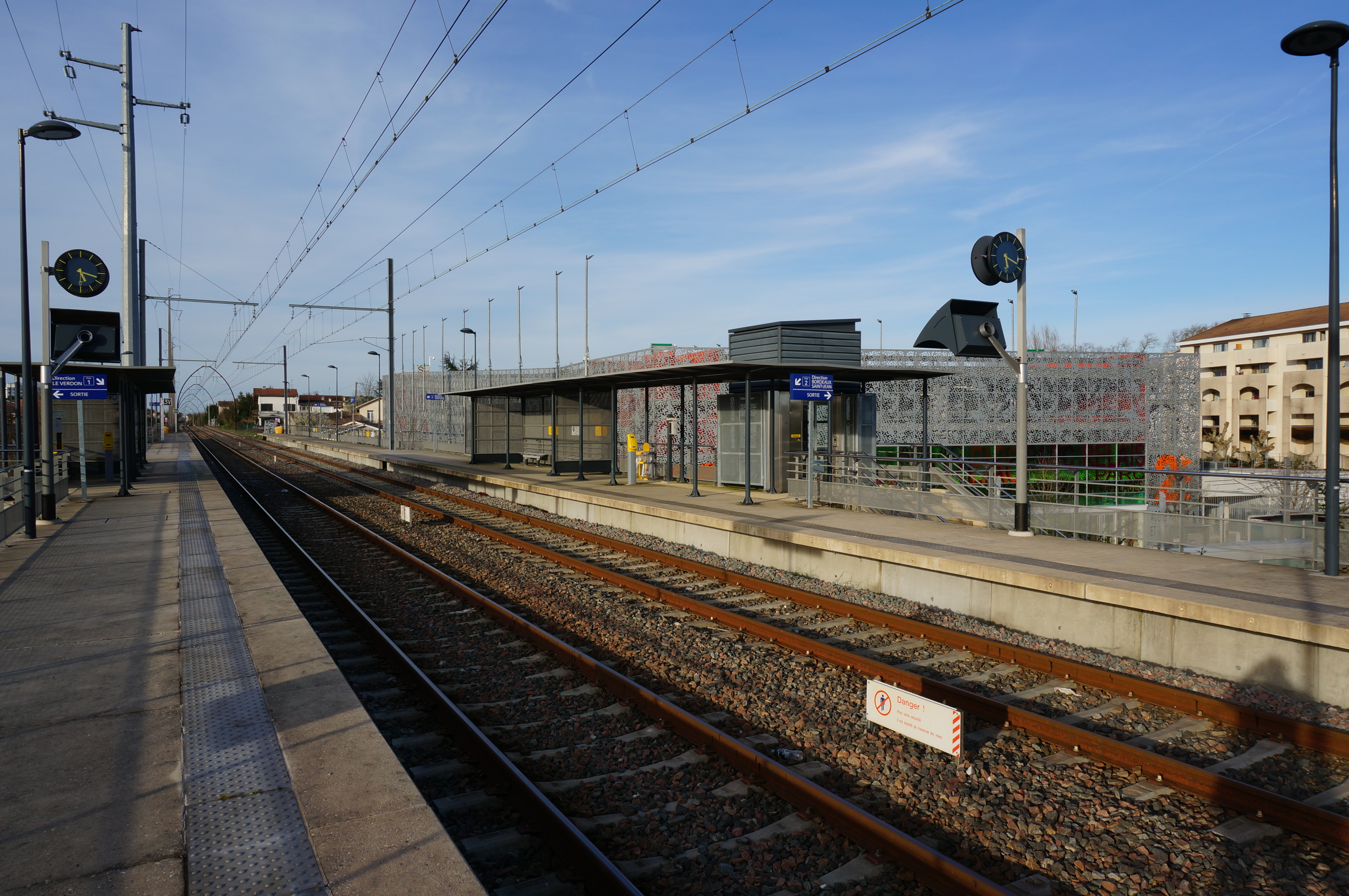
Station Merignac-Arlac.
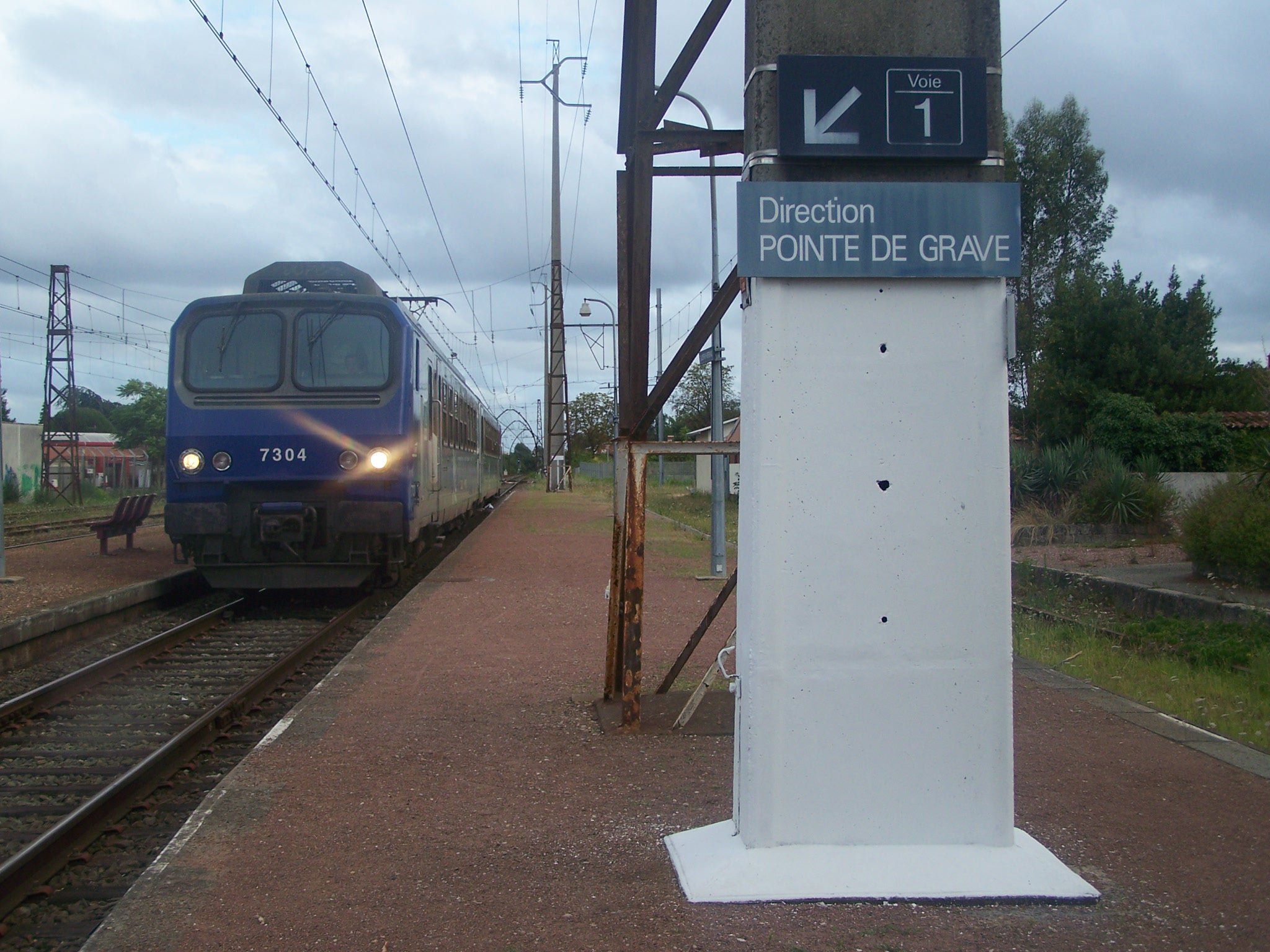
TER in station Caudéran-Mérignac.